# Nadine Delache
Nadine Delache, née le 7 février 1941, est une nageuse française. 

## Carrière sportive
Originaire de Valenciennes, Nadine Delache commence la natation très tôt. À cinq ans, elle figure à la septième place du concours des jeunes nageurs organisé par la Fédération française de natation. Elle détient le record des ondines du Nord en 1951.
Nadine Delache participe à la finale du 100 mètres dos féminin lors des Jeux olympiques d'été de 1960 à Rome. Elle termine à la 8e place, avec un temps de 1'12''4. Dans la même course, l'autre Française Rosy Placentini se classe 5e.